# Melnick 34
Pour les articles homonymes, voir Melnick.
Désignations
BAT99-116 (communément appelé Melnick 34 ou Mk34) est une étoile de Wolf-Rayet binaire proche de l'amas R136 au sein du complexe de 30 Doradus (également connu sous le nom de nébuleuse de la Tarentule) dans le Grand Nuage de Magellan. Elle se situe à environ 163 000 années-lumière de la Terre et ses deux composantes sont parmi les étoiles les plus lumineuses et les plus massives connues. Melnick 34 est d'ailleurs le système binaire le plus massif connu.

## Étoile binaire

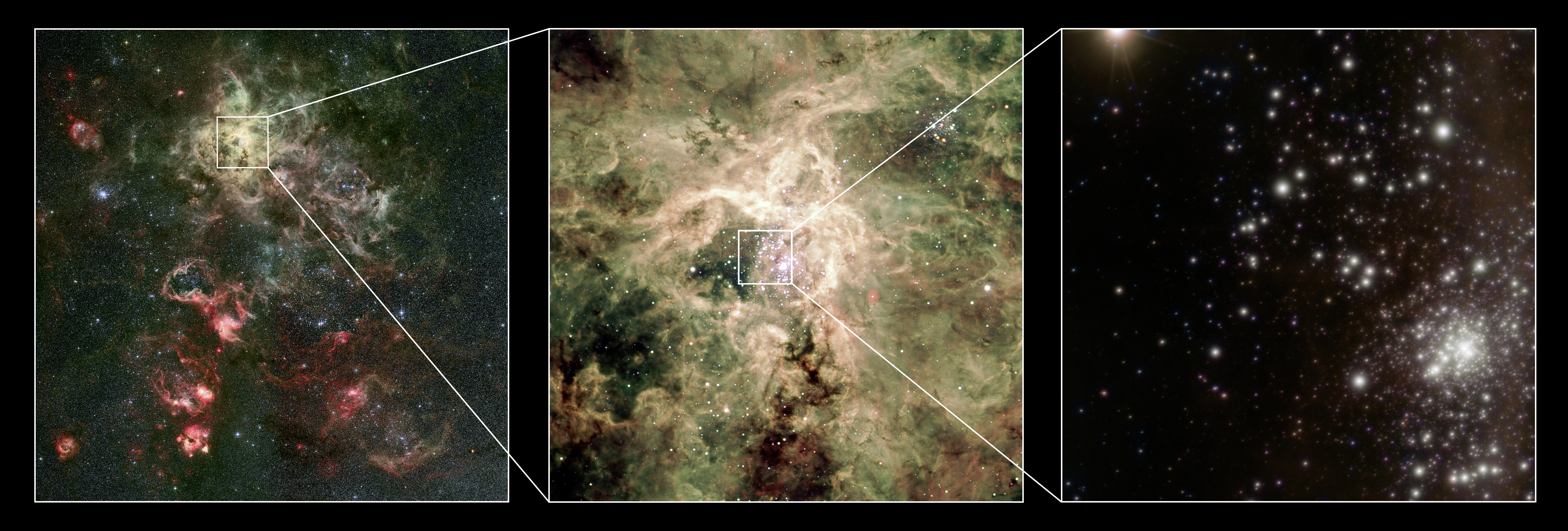
Région NGC 2070. MK 34 est l'étoile isolée brillante à la gauche de l'amas R136 dans la vignette de droite.

Les scientifiques pensent que Melnick 34 est une étoile binaire avec une période orbitale de 155 jours. Elle présente une luminosité élevée caractéristique des binaires à vents en collision, ainsi que des variations périodiques de la luminosité, de l'absorption spectrale et de la luminosité des rayons X.

## Caractéristiques
Mk34 est une étoile Wolf-Rayet dont la température de surface est de 53 000 K. C'est une étoile WNh5 comme R136a1, située non loin d'elle. On estime qu'à sa naissance, l'étoile était d'environ 275 M☉. Elle a un vent stellaire puissant et malgré son jeune âge, elle a déjà perdu une grande partie de sa masse initiale. Melnick 34 ferait donc actuellement 179 M☉. Elle a une luminosité de 7 079 000 soleils. C'est donc une des étoiles les plus lumineuses connues derrière R136a1. Parce que le système Mk 34 comprend deux étoiles lumineuses massives qui ne peuvent pas être résolues, les estimations de la température, de la luminosité et de la masse de chacune sont très incertaines.

## Évolution

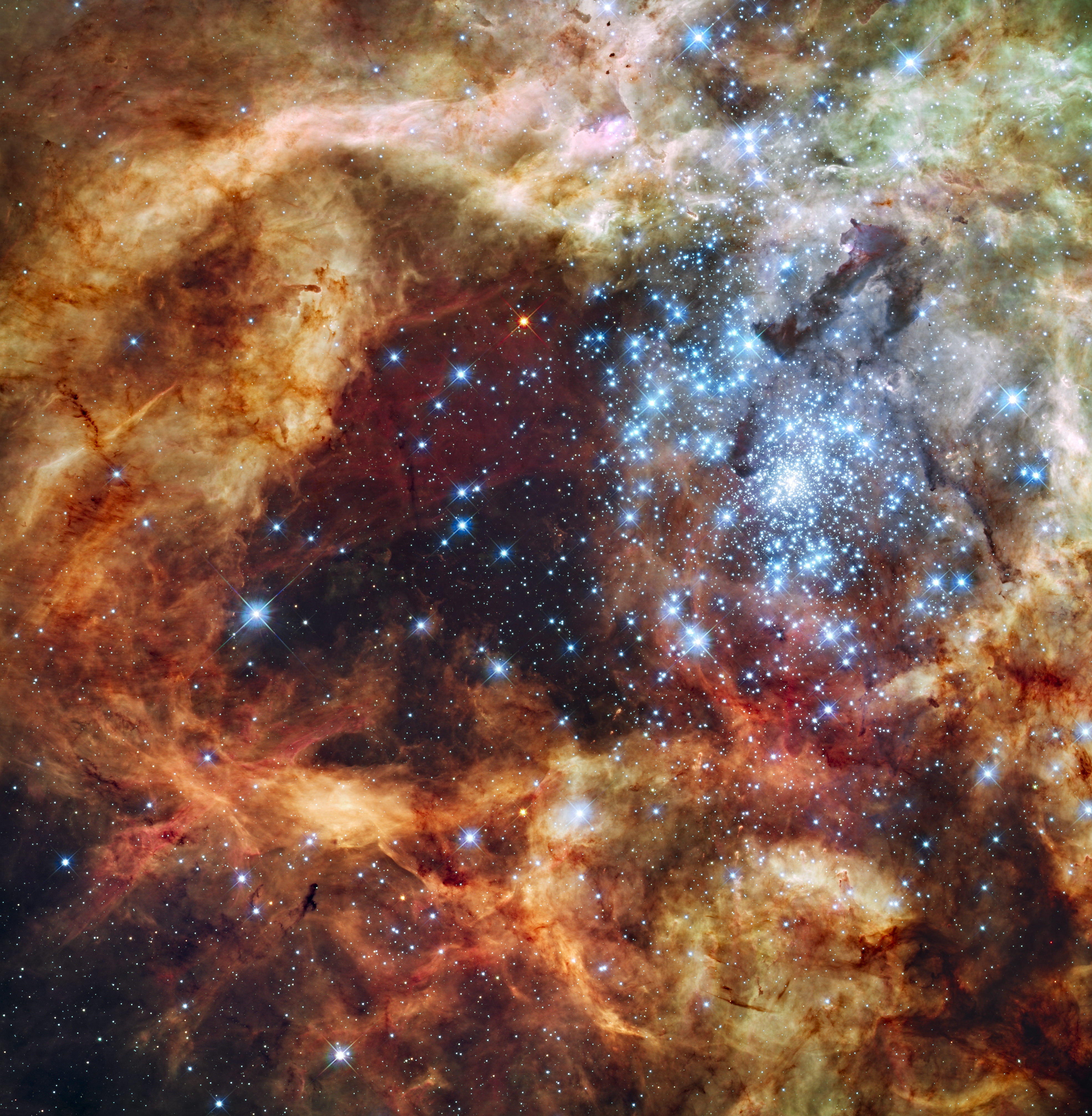
R136 dans NGC 2070, avec Mk34 légèrement à la gauche de la concentration centrale.

Son âge est estimé à environ 1,7 million d'années. Mk34 brûle actuellement de l’hydrogène dans son noyau, bien qu’elle dégage une forte émission d’hélium et d’azote en raison de la convection des produits de fusion du noyau à la surface. Les scientifiques s’attendent à ce qu’elle évolue rapidement vers une étoile Wolf-Rayet sans hydrogène, éventuellement avec une brève durée en tant que variable bleue hypergéante et lumineuse. Elle perdra ensuite de plus en plus de ses couches extérieures et deviendra finalement une étoile avec un type spectral WO avec des raies émises majoritairement par de l'oxygène et avec une température de 200 000 K avant de s’effondrer, produisant une supernova de type Ic et laissant derrière elle un trou noir.